# Эжен (коммуна)
Эжен (фр. Haegen) — коммуна на северо-востоке Франции в регионе Гранд-Эст (бывший Эльзас — Шампань — Арденны — Лотарингия), департамент Нижний Рейн, округ Саверн, кантон Саверн. До марта 2015 года коммуна административно входила в состав упразднённого кантона Мармутье (округ Саверн).
Площадь коммуны — 20,32 км², население — 636 человек (2006) с тенденцией к росту: 670 человек (2013), плотность населения — 33,0 чел/км².

## Население
Население коммуны в 2011 году составляло 643 человека, в 2012 году — 657 человек, а в 2013-м — 670 человек.
| 1962 | 1968 | 1975 | 1982 | 1990 | 1999 | 2006 | 2008 | 2011 | 2012 | 2013 |
| ---- | ---- | ---- | ---- | ---- | ---- | ---- | ---- | ---- | ---- | ---- |
| 511  | 502  | 512  | 511  | 569  | 627  | 636  | 637  | 643  | 657  | 670  |

Динамика населения:

## Экономика
В 2010 году из 433 человек трудоспособного возраста (от 15 до 64 лет) 337 были экономически активными, 96 — неактивными (показатель активности 77,8 %, в 1999 году — 73,2 %). Из 337 активных трудоспособных жителей работали 319 человек (180 мужчин и 139 женщин), 18 числились безработными (7 мужчин и 11 женщин). Среди 96 трудоспособных неактивных граждан 28 были учениками либо студентами, 43 — пенсионерами, а ещё 25 — были неактивны в силу других причин.